# غرايمي روتيس
غرايمي روتيس (بالهولندية: Graeme Rutjes)‏ (مواليد 26 مارس 1960) هو لاعب كرة قدم. يلعب مع منتخب هولندا لكرة القدم. سبق له أن لعب في كأس العالم لكرة القدم مع منتخب بلاده.

## مسيرته الكروية
لعب غرايمي روتيس خلال مسيرته الاحترافية مع 3 أندية في سبعة عشر موسمًا وسجل خلالها 36 هدفًا ضمن 454 مباراة. حيث فاز في موسمين بالكأس وفي خمسة مواسم بالدوري.
خاض غرايمي روتيس مسيرته مع نادي إكسلسيور في موسم 1979–80 ليلعب معه ستة مواسم، مشاركًا في 149 مباراة سجل خلالها 19 هدفًا. ثم انتقل إلى نادي كيه في ميخيلين في موسم 1985–86 ليلعب معه خمسة مواسم، حيث شارك في 153 مباراة سجل خلالها 10 أهداف. لينتقل بعدها إلى نادي رويال أندرلخت في موسم 1990–91 ليلعب معه ستة مواسم، مشاركًا في 152 مباراة سجل خلالها 7 أهداف.

## روابط خارجية
- غرايمي روتيس على موقع الاتحاد الدولي (مؤرشف)  (الإنجليزية)
- غرايمي روتيس على موقع الاتحاد الأوربي (الإنجليزية)
- غرايمي روتيس على موقع قاعدة بيانات كرة القدم.إي يو (الإنجليزية)
- غرايمي روتيس على موقع ناشيونال فوتبول تيمز (الإنجليزية)
- غرايمي روتيس على موقع عالم كرة القدم.نت (الإنجليزية)